# آی‌سی ۲۱۱۸
آی‌سی ۲۱۱۸ یک سحابی بازتابی در نزدیکی ستاره ابرغول رجل‌الجبار است که در صورت فلکی شکارچی قرار دارد و فاصله‌اش تا زمین برابر ۱٬۰۰۰ سال نوری است.